# Ralewice
Ralewice – wieś w Polsce położona w województwie łódzkim, w powiecie poddębickim, w gminie Zadzim.
| SIMC    | Nazwa          | Rodzaj     |
| ------- | -------------- | ---------- |
| 0720680 | Nowe Ralewice  | część wsi  |
| 0720705 | Zielona Wygoda | przysiółek |

W latach 1954–1959 wieś należała i była siedzibą władz gromady Ralewice, po jej zniesieniu w gromadzie Zadzim, zmieniając też powiat z sieradzkiego na poddębicki. W latach 1975–1998 miejscowość administracyjnie należała do województwa sieradzkiego.
6 września 1939 wkraczający do wsi żołnierze Wehrmachtu zamordowali 7 osób, w tym 5 mieszkańców wsi.
 przez wieś przebiega Łódzka magistrala rowerowa.